# Stadio Primo Nebiolo (Torino)
Lo stadio Primo Nebiolo è un impianto sportivo di Torino, situato all'interno del parco Ruffini nel quartiere Pozzo Strada. Utilizzato principalmente per l'atletica leggera.

## Storia
Realizzato nel 1959 su una struttura preesistente, un complesso sportivo degli anni trenta dotato anche di piscina e di colonia elioterapica, è stato oggetto di interventi di riqualificazione e di messa a norma, che hanno comportato, tra l'altro, il rifacimento della porzione di tribuna in corrispondenza del rettilineo dei 100 metri, per realizzare circa 1 200 posti a sedere tutti al coperto, garantendo inoltre ottima visibilità. La pista d'atletica è pavimentata con gomma Sportflex Super X, lo stesso materiale utilizzato ai Giochi estivi di Pechino 2008. La copertura è costituita di travi curve in legno lamellare che appoggiano su plinti a forma di sperone nella parte bassa, e su pilastri in acciaio a circa metà della sua lunghezza. Anche il locale che ospita la pista indoor è stato pavimentato con lo stesso tipo di gomma sopra citata.
Durante la seconda guerra mondiale, Torino subì devastanti bombardamenti aerei; per offrire riparo alla popolazione il Civico Servizio tecnico realizzò, all'interno dello stadio, un ricovero pubblico sotterraneo tale da garantire adeguato rifugio a 1 500 persone in caso di incursioni aeree. Profondo circa dodici metri per uno sviluppo di circa centocinquanta metri, il ricovero era dotato di un impianto di ventilazione, illuminazione, servizi igienici ed acqua potabile.

## Utilizzo
Lo stadio è attualmente utilizzato per gare d'atletica, oltre ad essere l'impianto casalingo della squadra di football americano dei Giaguari Torino. Ogni anno ospita il meeting IAAF Internazionale Città di Torino e varie manifestazioni minori come i giochi studenteschi. 
Solamente il 3 giugno 1980 è stato usato per uno storico ed estemporaneo concerto gratuito dei Clash davanti a seimila spettatori. 
Lo stadio ha ospitato anche incontri calcistici: è stato, infatti, sede delle partite di interne della formazione Primavera del Torino (dal 1993 al 2009) e anche delle altre sezioni giovanili; inoltre, ha ospitato gli incontri casalinghi dell'A.C.F. Torino (dal 2004 al 2008).

## Football americano

### Finali di campionato
- Il 3 luglio 2011 vi si è disputato il IV Italian Bowl LENAF, finale del campionato italiano di football americano di secondo livello, vinto dai Lions Bergamo sui Titans Romagna col punteggio di 15-6.
- Il 30 giugno 2012 vi si è disputato il V Italian Bowl LENAF, finale del campionato italiano di football americano di secondo livello, vinto dai Barbari Roma Nord sui Grizzlies Roma col punteggio di 28-13.
- Il 30 giugno 2012 vi si è disputato il XIII Ninebowl, finale del campionato italiano di football americano di terzo livello, vinto dai Cardinals Palermo sui Bills Cavallermaggiore col punteggio di 33-19.

### Incontri delle nazionali

#### Under-19
| Torino 12 aprile 2015, ore 13:30 Turno preliminare di qualificazione all'Europeo 2015 | Italia | 9 – 0 (9-0 0-0 0-0 0-0) | Spagna | Stadio Primo Nebiolo |